# Długosiodło (village)
Pour les articles homonymes, voir Długosiodło.
Długosiodło (prononciation : [dwuɡɔˈɕɔdwɔ]) est un village polonais de la gmina de Długosiodło dans le powiat de Wyszków de la voïvodie de Mazovie dans le centre-est de la Pologne.
Il est le siège administratif de la gmina appelée gmina de Długosiodło .
Il se situe à environ 21 kilomètres au nord-est de Wyszków (siège du powiat) et à 73 kilomètres au nord-est de Varsovie (capitale de la Pologne).
Le village possède une population de 1 381 habitants en 2008.

## Histoire
De 1975 à 1998, il faisait partie du territoire de la Voïvodie d'Ostrołęka